# Симона Женевуа
Симона Женевуа (фр. Simone Genevois; 13 февраля 1912, Париж — 16 декабря 1995, Аскона, Швейцария) — французская актриса
. Звезда немого кино.
Снялась в 27 фильмах. Бо́льшую часть своей кинокарьеры провела в период немого кино . Начала работать в кино, ещё будучи ребёнком , сыграв «маленькую Симону» в серии короткометражных фильмов («Маленькая Симона» , «Le Rêve de Simone» , ...). В 1923 году сыграла дочь Ивана Мозжухина в фильме режиссёра Александра Волкова «Дом тайны» (La Maison du mystère).
Похоронена на парижском кладбище Батиньоль.

## Избранная фильмография
- 1913: What the Gods Decree
- 1917: Le torrent
- 1917: The Mysteries of the Castle of Malmort
- 1918: Simone
- 1918: La tisane
- 1918: Le scandale
- 1919: L'effroyable doute
- 1922: Rapax
- 1927: Наполеон – Полина Бонапарт
- 1927: André Cornélis
- 1929: Волшебная жизнь Жанны Д'Арк, дочери Лотарингии – Жанна Д'Арк
- 1930: Une belle garce
- 1931: Le rêve
- 1933: Le cas du docteur Brenner